# Elfriede Stadler
Elfriede „Elfi“ Stadler (* 2. Februar 1930 in Salzburg; † 22. April 1968 in Oberndorf am Neckar) war eine österreichische Designerin und Keramikerin.

## Leben
Nach der Ausbildung an der Wiener Kunstgewerbeschule war sie von 1953 bis 1963 als Designerin bei der Schramberger Majolika-Fabrik tätig. Die sehr zeittypischen Formen und Dekore der 1950er Jahre und der frühen 1960er Jahre gestaltete Elfi Stadler wesentlich mit. Neben Anneliese Beckh (Georg Schmider Keramik), Ursula Fesca (Wächtersbacher Steingutfabrik) und Maria Kohler (Villeroy & Boch) zählt sie zu den wichtigsten der für die großen Steingut- und Majolikahersteller tätigen Designerinnen der Zeit.